# Plomion
Plomion és un municipi francès situat al departament de l'Aisne i a la regió dels Alts de França. L'any 2007 tenia 500 habitants.

## Demografia

### Població
El 2007 la població de fet de Plomion era de 500 persones. Hi havia 218 famílies de les quals 74 eren unipersonals (33 homes vivint sols i 41 dones vivint soles), 66 parelles sense fills, 66 parelles amb fills i 12 famílies monoparentals amb fills.
La població ha evolucionat segons el següent gràfic:
Habitants censats

### Habitatges
El 2007 hi havia 287 habitatges, 225 eren l'habitatge principal de la família, 27 eren segones residències i 35 estaven desocupats. 282 eren cases i 5 eren apartaments. Dels 225 habitatges principals, 166 estaven ocupats pels seus propietaris, 55 estaven llogats i ocupats pels llogaters i 4 estaven cedits a títol gratuït; 1 tenia una cambra, 1 en tenia dues, 45 en tenien tres, 65 en tenien quatre i 113 en tenien cinc o més. 152 habitatges disposaven pel capbaix d'una plaça de pàrquing. A 119 habitatges hi havia un automòbil i a 72 n'hi havia dos o més.

### Piràmide de població
La piràmide de població per edats i sexe el 2009 era:
| Homes | Edats   | Dones |
| ----- | ------- | ----- |
| 0     | 95 o +  | 4     |
| 0     | 90 a 94 | 0     |
| 4     | 85 a 89 | 8     |
| 8     | 80 a 84 | 4     |
| 24    | 75 a 79 | 16    |
| 4     | 70 a 74 | 8     |
| 16    | 65 a 69 | 28    |
| 4     | 60 a 64 | 8     |
| 16    | 55 a 59 | 16    |
| 12    | 50 a 54 | 20    |
| 24    | 45 a 49 | 12    |
| 12    | 40 a 44 | 12    |
| 28    | 35 a 39 | 16    |
| 20    | 30 a 34 | 24    |
| 16    | 25 a 29 | 24    |
| 8     | 20 a 24 | 4     |
| 8     | 15 a 19 | 20    |
| 24    | 10 a 14 | 20    |
| 36    | 5 a 9   | 8     |
| 12    | 0 a 4   | 12    |

## Economia
El 2007 la població en edat de treballar era de 322 persones, 243 eren actives i 79 eren inactives. De les 243 persones actives 211 estaven ocupades (126 homes i 85 dones) i 32 estaven aturades (13 homes i 19 dones). De les 79 persones inactives 28 estaven jubilades, 15 estaven estudiant i 36 estaven classificades com a «altres inactius».

### Ingressos
El 2009 a Plomion hi havia 217 unitats fiscals que integraven 495 persones, la mediana anual d'ingressos fiscals per persona era de 14.554 €.

### Activitats econòmiques
Dels 17 establiments que hi havia el 2007, 1 era d'una empresa alimentària, 1 d'una empresa de fabricació d'altres productes industrials, 3 d'empreses de construcció, 4 d'empreses de comerç i reparació d'automòbils, 3 d'empreses d'hostatgeria i restauració, 2 d'empreses de serveis, 1 d'una entitat de l'administració pública i 2 d'empreses classificades com a «altres activitats de serveis».
Dels 8 establiments de servei als particulars que hi havia el 2009, 1 era un taller de reparació d'automòbils i de material agrícola, 1 paleta, 2 lampisteries, 2 perruqueries i 2 restaurants.
Dels 2 establiments comercials que hi havia el 2009, 1 era una botiga de més de 120 m² i 1 una botiga de menys de 120 m².
L'any 2000 a Plomion hi havia 31 explotacions agrícoles que ocupaven un total de 990 hectàrees.

## Equipaments sanitaris i escolars
El 2009 hi havia una escola elemental.

## Poblacions més properes
El següent diagrama mostra les poblacions més properes.